# Gernika-Lumo
Gernika-Lumo (Spaans: Guernica y Luno) is een gemeente in de provincie Biskaje in de regio Baskenland in Spanje met 16.869 inwoners (1 januari 2016). Het dorp Lumo werd in 1882 bij Gernika gevoegd. Hoewel het bestuur van Biskaje in de provinciehoofdstad Bilbao is gevestigd, houdt de provinciale volksvertegenwoordiging, de Algemene Vergadering, haar zittingen in Gernika.
De stad ligt aan de rivier Oka, die hier overgaat in de zeearm van Gernika (ook geheten zeearm van Mundaka). Het gebied rond rivier en zeearm, Urdaibai, is sinds 1984 erkend als biosfeerreservaat door de UNESCO. Gernika ligt aan de smalspoorlijn Amorebieta–Bermeo van de Baskische Spoorwegen (EuskoTren).
Gernika is de historische hoofdstad van de heerlijkheid Biskaje. Hier kwam de Algemene Vergadering van de provincie samen, en legden de heren van Biskaje (later de koningen van Spanje) de eed af onder een eeuwenoude eik, de Eik van Gernika. In deze eed beloofden zij de oude wetten van Biskaje (de fueros of vrijheden) te eerbiedigen. Deze eed bestond tot 1876, waarna de fueros werden afgeschaft.
Een nakomeling van de eik staat voor de zogenaamde Tribune, een klein classicistisch gebouwtje dat naast het Vergaderingsgebouw staat. De huidige eik werd geplant in 2005. In een klein rond paviljoen vlakbij staat een overblijfsel van de stam van de oudste bewaard gebleven voorouder van de huidige boom. Het negentiende-eeuwse Vergaderingsgebouw wordt sinds 1979 weer gebruikt door de Algemene Vergadering. Bezienswaardig is de Glas-in-Loodkamer in het gebouw, waarvan het dak bestaat uit een enorm glas-in-loodraam uit 1985, dat de eik en de Tribune tijdens een eedaflegging afbeeldt. De eed van Guernica wordt tegenwoordig afgelegd op de Tribune door de president (lehendakari) van de regio Baskenland.
In het Europako herrien parke (Park van de volkeren van Europa) staan werken van de beroemde beeldhouwers Henry Moore en Eduardo Chillida.

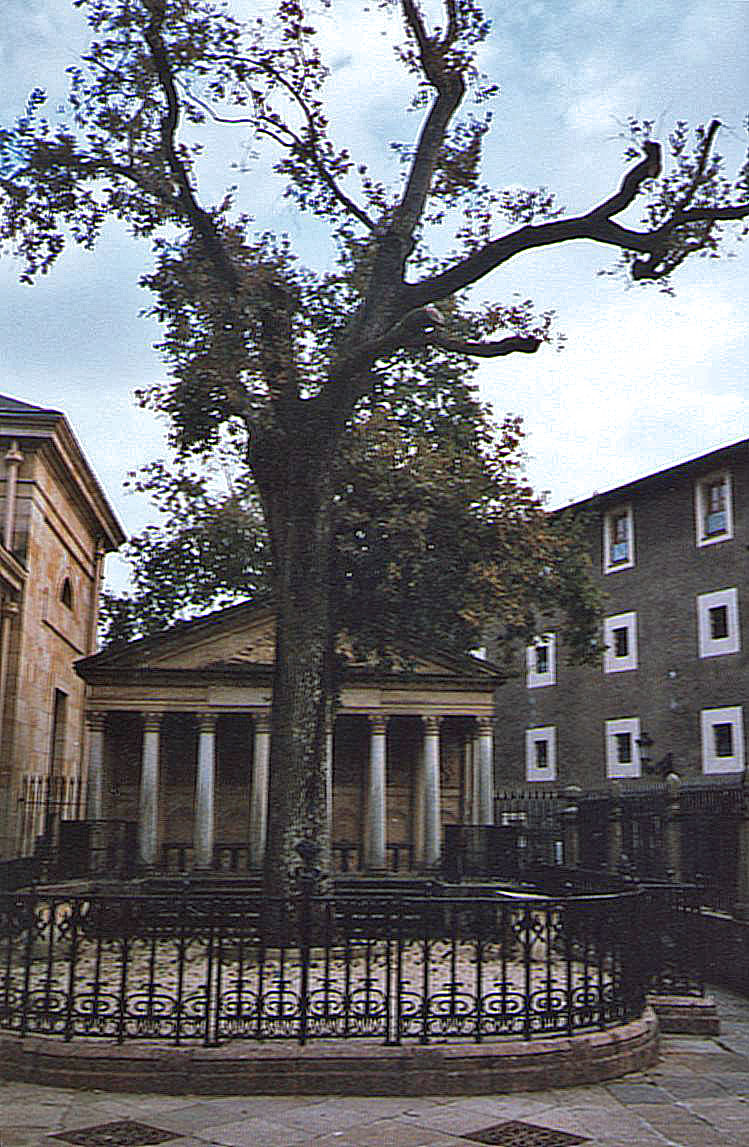
De eik van Guernica

## Bombardement van Guernica
Guernica heeft altijd een grote symbolische waarde voor de Basken gehad. Om de Basken, die in de Spaanse Burgeroorlog aan de zijde van de republikeinen streden, op de knieën te dwingen werd de historische binnenstad op 26 april 1937 door de Duitse Luftwaffe platgebombardeerd. Deze gebeurtenis werd afgebeeld door Pablo Picasso op zijn beroemde schilderij Guernica.

## Demografische ontwikkeling
Bron: INE; 1897-2011: volkstellingen
Opm.: Gernika-Lumo ontstond in 1882 na de fusie van Gernika en Lumo. In 1950 werd Ajanguiz aangehecht; in 1970 werden Arratzu, Forua, Kortezubi, Murueta en Nabarniz aangehecht. In 1991 werden deze 6 plaatsen terug zelfstandige gemeenten

## Musea
- Museum van Guernica
- Museum van Baskenland

## Geboren in Gernika-Lumo
- Federico Echave (20 juli 1960), wielrenner
- Roberto Laiseka (17 juni 1969), wielrenner
- Joane Somarriba (11 augustus 1972), wielrenster
- Gorka Gerrikagoitia (7 december 1973), wielrenner
- Asier Villalibre (30 september 1997), voetballer
- Peio Bilbao (25 februari 1990), wielrenner